# Fabian Frei
Fabian Frei (Frauenfeld, 1989. január 8. –) svájci válogatott labdarúgó, a Winterthur középpályása.

## Statisztikák

### A válogatottban
| Válogatott | Év       | Pályára lépés | Gól |
| ---------- | -------- | ------------- | --- |
| Svájc      | 2011     | 3             | 0   |
| Svájc      | 2012     | 1             | 0   |
| Svájc      | 2014     | 1             | 1   |
| Svájc      | 2015     | 2             | 0   |
| Svájc      | 2016     | 2             | 0   |
| Svájc      | 2017     | 3             | 1   |
| Svájc      | 2018     | 2             | 1   |
| Svájc      | 2021     | 4             | 0   |
| Svájc      | 2022     | 6             | 0   |
| Összesen   | Összesen | 24            | 3   |

#### Góljai a válogatottban
| # | Időpont            | Helyszín                               | Ellenfél      | Gólok | Eredmény | Kiírás               |
| - | ------------------ | -------------------------------------- | ------------- | ----- | -------- | -------------------- |
| 1 | 2014. november 18. | Városi Stadion, Wrocław, Lengyelország | Lengyelország | 2–2   | 2–2      | Barátságos mérkőzés  |
| 2 | 2017. október 7.   | St. Jakob-Park, Bázel, Svájc           | Magyarország  | 2–0   | 5–2      | 2018-as VB-selejtező |
| 3 | 2018. március 27.  | Swissporarena, Luzern, Svájc           | Panama        | 6–0   | 6–0      | Barátságos mérkőzés  |